# ماريان ساجيبريخت
ماريان ساجيبريخت (بالألمانية: Marianne Sägebrecht)‏ هي ممثلة ألمانية، ولدت في 27 أغسطس 1945 في ألمانيا. من الجوائز التي نالتها جائزة إرنست هوفيريتشر ‏ سنة 1984 ووسام الاستحقاق البافاري.

## أعمال

### أفلام
- (1987) مقهى بغداد

## جوائز
- جائزة إرنست هوفيريتشر [الإنجليزية]‏ (1984)
- وسام الاستحقاق البافاري

## وصلات خارجية
- ماريان ساجيبريخت على موقع IMDb (الإنجليزية)
- ماريان ساجيبريخت على موقع مونزينجر (الألمانية)
- ماريان ساجيبريخت على موقع ألو سيني (الفرنسية)
- ماريان ساجيبريخت على موقع ميوزك برينز (الإنجليزية)
- ماريان ساجيبريخت على موقع تيرنر كلاسيك موفيز (الإنجليزية)
- ماريان ساجيبريخت على موقع أول موفي (الإنجليزية)
- ماريان ساجيبريخت على موقع قاعدة بيانات الأفلام السويدية (السويدية)
- ماريان ساجيبريخت على موقع ديسكوغز (الإنجليزية)
- ماريان ساجيبريخت على موقع قاعدة بيانات الفيلم (الإنجليزية)
- ماريان ساجيبريخت على موقع كينوبويسك (الروسية)